# کاوارنیا
کاوارنیا (به ایتالیایی: Cavargna) یک کومونه در ایتالیا است که در استان کومو واقع شده‌است.

## خصوصیات
کاوارنیا ۱۵٫۱ کیلومترمربع مساحت و ۲۹۶ نفر جمعیت دارد.